# Velká příkopová propadlina

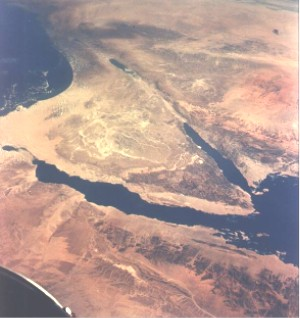
Severní část Velké příkopové propadliny. Sinajský poloostrov (uprostřed) a Mrtvé moře a řeka Jordán (nad ním).

Velká příkopová propadlina (anglicky Great Rift Valley, arabsky الوادي المتصدع الكبير‎, al-wádí al-Mtsd' al-kabír, hebrejsky הבקע הסורי-אפריקני‎, ha-beka ha-Suri-afrikani, svahilsky Bonde la Ufa la Afrika ya Mashariki) někdy nazývaná také Východoafrická propadlina je rozsáhlý geomorfologický jev, který probíhá v délce 6 000 km ze severu Sýrie (jihozápadní Asie) do oblasti Mosambiku (východní Afrika). Údolí má různou šířku v rozmezí od 30 do 100 km a hloubku od několika set do tisíců metrů. Byla vytvořena vrásněním a separací afrického kontinentu a arabské tektonické desky, které začalo přibližně před 35 miliony lety na severu a bude pokračovat oddělením východní Afriky od zbytku Afriky v oblasti východní části propadliny, které začalo asi před 15 miliony lety. Vědci se přou o příčiny divergentního pohybu litosférických desek. První podrobný průzkum jevu provedl v roce 1893 skotský geolog John Walter Gregory.
Propadlina je místo, kde můžeme sledovat vznik nového oceánu.

## Geografie
Systém geologických zlomů reprezentují dvě hlavní části, a sice asijská část a africká část (Východoafrický příkop). V obou můžeme najít sopky, aktivní i vyhaslé.

### Asijská část
Počátek zlomových struktur se obvykle určuje v prostoru hranic Sýrie a Libanonu. Linie zlomu je zde kopírována řekou Jordán. Odtud prochází depresí Mrtvého moře, pokračuje Vádím al-Araba a skrze Akkabský záliv podél Sinajského poloostrova do Rudého moře.
Zlom poté prochází jihojihovýchodně Rudým mořem až do Afarské pánve (též Afarský trojúhelník) v Africkém rohu.

### Africká část
V Afarském trojúhelníku se spojují zlomové struktury Rudého moře, Východoafrického příkopu a Adenského příkopu (spojnice arabské a somálské litosférické desky). Geologické složení této části sestává většinou ze sedimentů, přeměněných a zejména vyvřelých hornin. Zajímavým místem, jehož vznik souvisí s tektonickou činností oblasti, je jezero Assal.
Jižněji se zlomy rozchází a vytváří tak Východní a Západní zlomové pohoří. Volný prostor mezi dvěma masivy byl v minulosti částečně vyplněn vodou a vznikla tak soustava východoafrických jezer (např. jezero Tanganika). Některá jezera jsou natolik ovlivněna tektonickou činností celé soustavy natolik, že jejich salinita se postupně zvyšuje. Tento proces byl pozorován u jezera Magadi v Keni.
Prostor východoafrického příkopu je významný také pro antropology, neboť jej od miocénu obývali předkové moderních lidí. Na mnoha místech se díky vhodným přírodním podmínkám dochovaly kosterní pozůstatky těchto homininů, zástupců rodu Australopithecus i Homo. Aktivní sopečná činnost, doprovázená ukládáním četných vrstev sopečného popela, navíc umožňuje velmi přesné datování nalezených ostatků. Nejznámější jsou lokality v Keni, Tanzanii a Etiopii.

Schéma zrodu oceánu